# Сан-Луис-ду-Норти
Сан-Луис-ду-Норти (порт. São Luís do Norte) — муниципалитет в Бразилии, входит в штат Гояс. Составная часть мезорегиона Центр штата Гойас. Входит в экономико-статистический микрорегион Серис. Население составляет 4173 человека на 2006 год. Занимает площадь 586,060 км². Плотность населения — 7,1 чел./км².

## Статистика
- Валовой внутренний продукт на 2003 год составляет 22 620 351,00 реалов (данные: Бразильский институт географии и статистики).
- Валовой внутренний продукт на душу населения на 2003 год составляет 5470,46 реалов (данные: Бразильский институт географии и статистики).
- Индекс развития человеческого потенциала на 2000 год составляет 0,710 (данные: Программа развития ООН).